# Koninklijk Kabinet van Zeldzaamheden
Het Koninklijk Kabinet van Zeldzaamheden was van 1816 tot 1883 een rijksmuseum in Den Haag. Tentoongesteld werd een verzameling van antieke voorwerpen, kunstwerken, boeken en manuscripten. De collectie werd vervolgens verspreid over enkele andere museums, waaronder het Rijksmuseum Amsterdam, het Rijks Ethnografisch Museum in Leiden en museum de Gevangenpoort in Den Haag.

## Voorgeschiedenis
Basis voor het kabinet was de collectie van de Haagse jurist Jean Theodore Royer (1737-1807), die in de achttiende eeuw een grote verzameling aanlegde van Chinese en Japanse kunstvoorwerpen en andere Oost-Aziatische voorwerpen. Deze collectie bestond uit oude kunst, boeken en handschriften. Met name de Chinese taal en cultuur hadden zijn belangstelling en hij stond in Nederland bekend als een grote China-kenner. Zijn verzameling van voorwerpen van buiten Europa stelde hij in zijn huis in enkele kamers tentoon in een museale opstelling. Royer legateerde deze verzameling aan "Hem, die uit het Oranjehuis het eerst weder den Nederlandschen grond zou betreden". Dat werd uiteindelijk de latere koning Willem I. Royers weduwe Johanna Louise van Oldenbarneveld genaamd Tullingh, lid van het geslacht Van Oldenbarneveld genaamd Tullingh, schonk de verzameling aan de vorst, welk hij in 1816 aanvaardde.
De nalatenschap maakte het mogelijk om een Koninklijk Kabinet van Zeldzaamheden op te richten, als toevoeging aan een aantal andere nieuwe of vernieuwde culturele instellingen, zoals het Koninklijk Kabinet van Schilderijen, de Koninklijke Bibliotheek en het Koninklijk Penningkabinet.

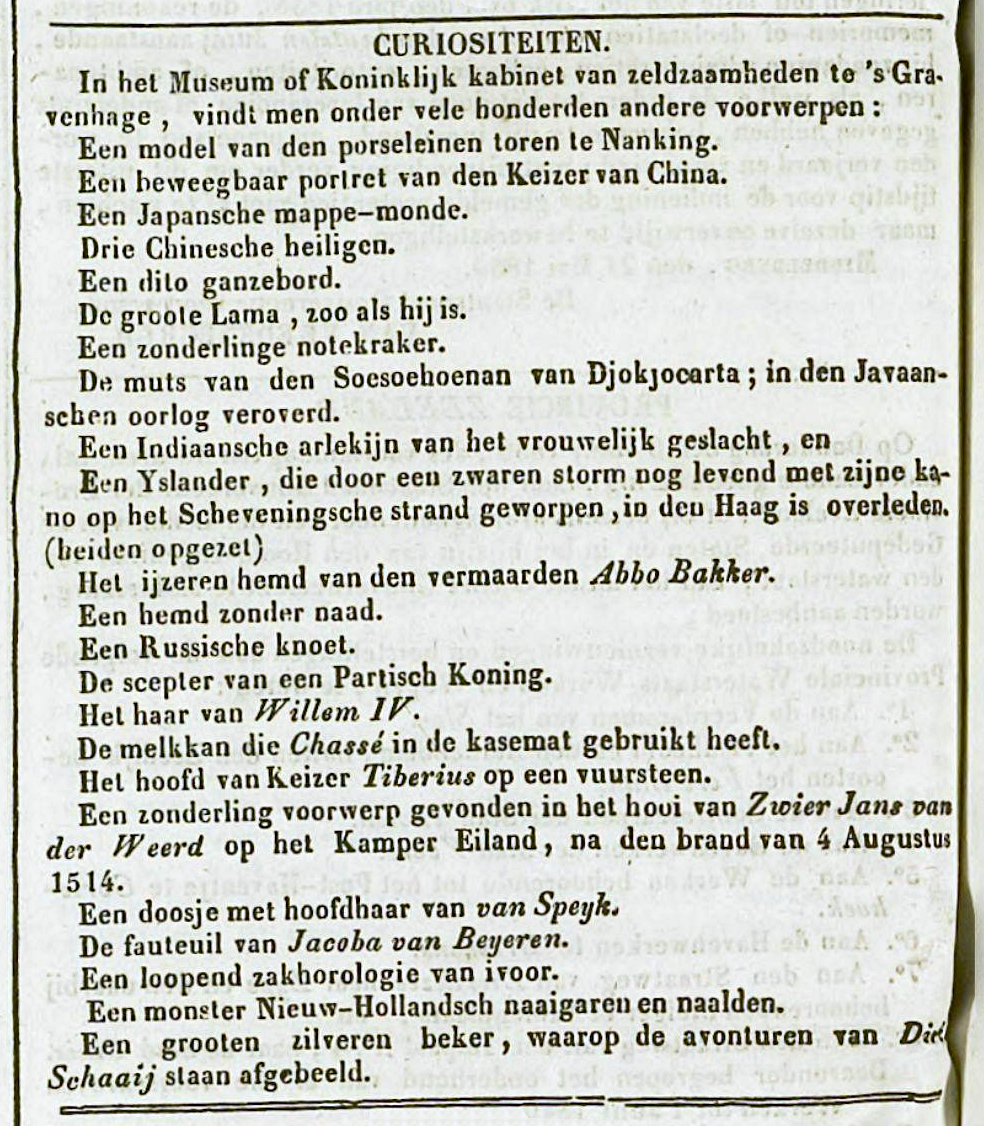
Artikel in de Vlissingsche Courant van 28 mei 1839 met een selectie uit de collectie van het Koninklijk Kabinet van Zeldzaamheden

## Oprichting
In 1816 werd op last van koning Willem I het Koninklijk Kabinet van Zeldzaamheden opgericht. Het zou bestaan tot 1883. In die tijd werd de collectie aanzienlijk uitgebreid. Ook vele voorwerpen die geen Chinese oorsprong hadden werden aangekocht. Aanvankelijk werd het ondergebracht in een deel van een pand aan het Buitenhof 37 in Den Haag. Dit pand was in 1766 door stadhouder Willem V aangekocht om zijn verzameling exotische objecten in te huisvesten. In 1821 werd het kabinet verhuisd naar de benedenverdieping van het net gerestaureerde Mauritshuis.

## Uitbreiding collectie
In 1826 werd aan de collectie Royer de Japanse verzameling van Jan Cock Blomhoff toegevoegd, voormalig opperhoofd van de in de Japan gelegen handelspost Dejima. Koning Willem I legde hiervoor 30.000 gulden op tafel. De vorst verordonneerde in 1832 de aankoop van de eveneens Japanse collectie van J.F. van Overmeer Fisscher. Willem I schoot de kosten, 41.600 gulden, voor uit eigen middelen. Deze laatste collectie werd geëxposeerd in 'het gewezen geldkantoor van Holland' op het Binnenhof en verhuisde in 1855 naar het Mauritshuis.
In dat laatste jaar werd de oude rariteitenverzameling van stadhouder Willem III toegevoegd. De objecten waren in 1795 door stadhouder Willem V meegenomen toen hij naar Engeland vluchtte. Na het ontstaan van het Koninkrijk der Nederlanden was de collectie teruggekeerd naar Den Haag. De verzameling omvatte belangrijke voorwerpen, waaronder gouden sieraden uit Azië, buitgemaakte wapens uit Ceylon, geëmailleerde horloges uit de zeventiende eeuw en miniaturen uit de verzameling van het Huis Oranje-Nassau. Na terugkomst in Nederland was de verzameling nog aanzienlijk uitgebreid op kosten van koning Willem I. Een tijdlang was het gehuisvest geweest in een gebouw op het Binnenhof.

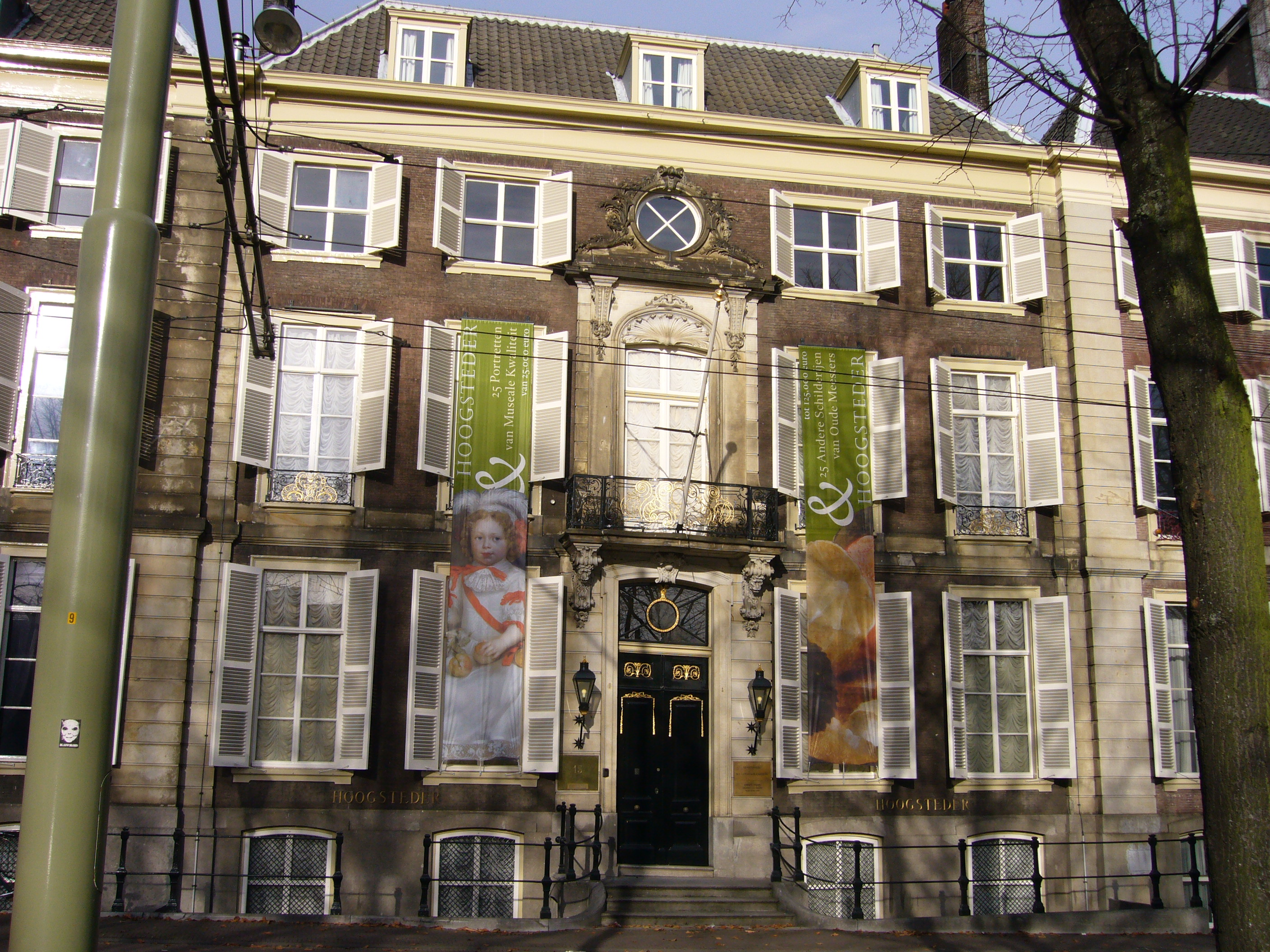
Lange Vijverberg 15: Van 1875 tot 1883 was hier het Koninklijk Kabinet van Zeldzaamheden gevestigd

## Ondergang
In 1875 verhuisde de deelcollectie Vaderlandse Geschiedenis naar het nieuw opgerichte Nederlandsch Museum voor Geschiedenis en Kunst, dat was gevestigd in een huurhuis aan de Prinsegracht in Den Haag. Het Koninklijk Kabinet van Zeldzaamheden verhuisde datzelfde jaar van het Mauritshuis naar de Lange Vijverberg 15, een kapitaal pand dat uitkijkt over de Hofvijver. Op 1 februari 1883 sloot het Koninklijk Kabinet van Zeldzaamheden haar deuren. De collectie werd verdeeld over meerdere musea. Een deel werd toegevoegd aan de collectie van het Rijks Ethnografisch Museum te Leiden, het huidige Wereldmuseum. Een groot deel werd aan de collectie van het Rijksmuseum Amsterdam toegevoegd.
In 1883 werd ook het 'Nederlandsch Museum voor Geschiedenis en Kunst' gesloten. Het werd in 1887 geherhuisvest in het in 1885 in Amsterdam voltooide Rijksmuseumgebouw, waar het nog een tijd functioneerde als afzonderlijk museum, maar uiteindelijk opging in de collectie van het Rijksmuseum Amsterdam. Het grootste deel van de collectie was weliswaar verscheept naar Amsterdam; een klein deel van de collectie, de verzameling oude straf- en martelwerktuigen, eindigde in Museum de Gevangenpoort in Den Haag, dat in 1882 was geopend.

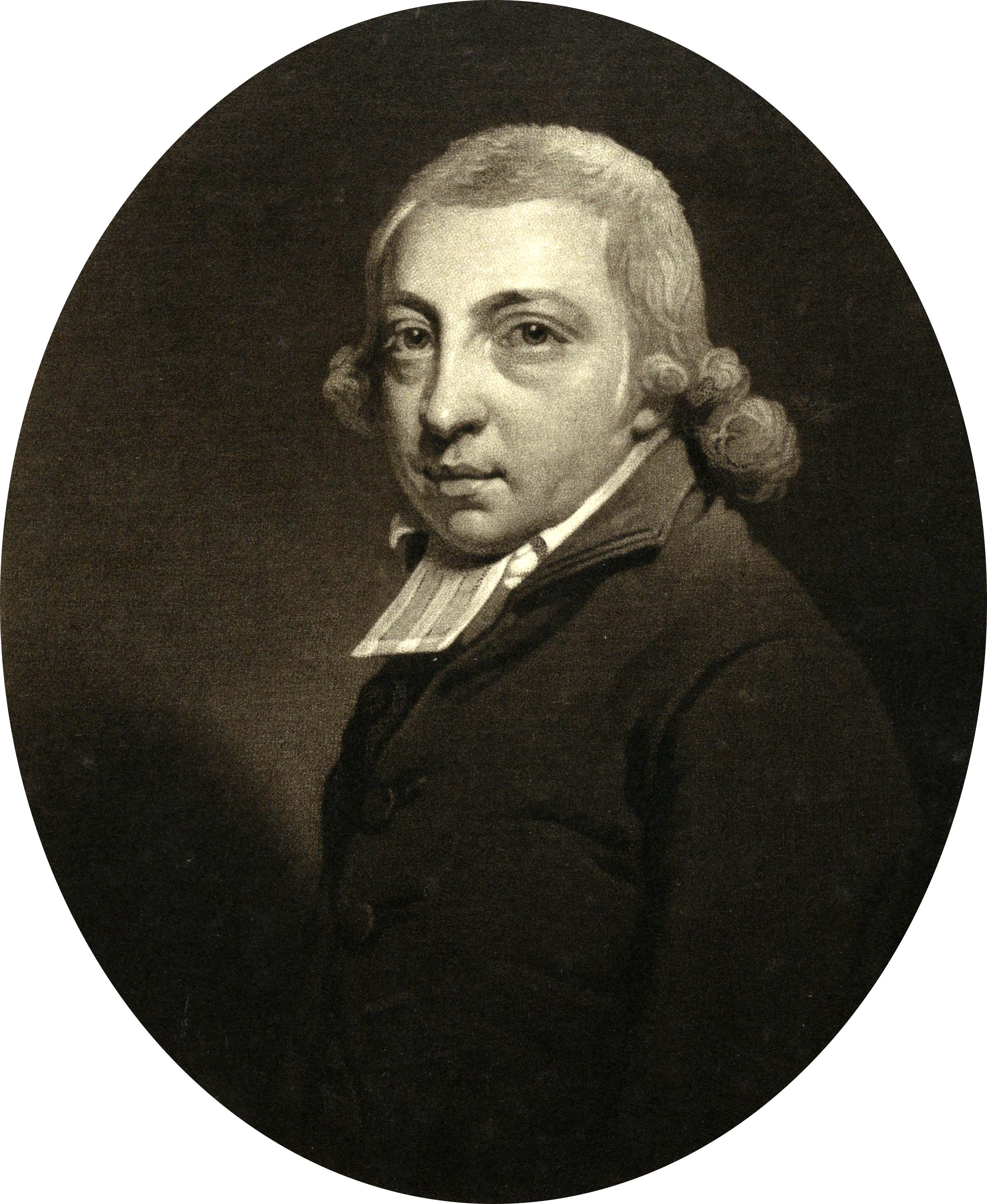
Reinier Pieter van de Kasteele, eerste directeur van het Koninklijk Kabinet van Zeldzaamheden

## Museumdirecteuren
Als eerste directeur werd op 9 juli 1816 benoemd de uit Meliskerke afkomstige predikant Reinier Pieter van de Kasteele (1767-1845), die bekendstond als een vurig Oranje-aanhanger. Toen hij op 1 juli 1876 zijn functie neerlegde, werd hij opgevolgd door zijn zoon Abraham Anne van de Kasteele (1814-1893), die al werkzaam was geweest als zijn onderdirecteur.
In de negentiende eeuw heerste er zware kritiek op het beheer van het Koninklijk Kabinet van Zeldzaamheden (en Rariteiten). De latere secretaris van het College van Rijksadviseurs voor de Monumenten van Geschiedenis en Kunst Victor de Stuers, schreef er in 1873 in zijn in Nederland vermaarde in De Gids gepubliceerde artikel Holland op zijn smalst onder meer het volgende over: "Allertreurigst is het pandjeshuis, dat in de benedenverdieping [van het Mauritshuis] aan bederf is overgegeven. Geen vreemdeling die ons daarover niet beschimpt. Alleen de inboorling blijft sinds 50 jaren steeds even bedaard. Als God aan Noach had bevolen, twee voorwerpen van elke soort te nemen, en hem den tijd niet gegund had ze netjes te rangschikken, dan geloof ik, dat men een ‘rommel’ - sit venia verbo - verkregen zou hebben, die met deze verzameling eenige overeenkomst had."
Na het terugtreden van Van de Kasteele werd in 1876 als waarnemend-directeur benoemd David van der Kellen (1827-1895). Een jaar eerder was hij benoemd als directeur van het Nederlandsch Museum voor Geschiedenis en Kunst. Hij was de broer van Johan Philip van der Kellen, die datzelfde jaar was benoemd als eerste directeur van het Rijksprentenkabinet te Amsterdam, welk eveneens zou opgaan in het Rijksmuseum Amsterdam.
- Gemeinsame Normdatei: 4763504-6
- Library of Congress Control Number: n2009017965
- Virtual International Authority File: 149157515